# 博德尔斯豪森
博德尔斯豪森（德語：Bodelshausen，發音：[boːdl̩sˈhaʊzn̩]）是德国巴登-符腾堡州蒂宾根行政区蒂宾根县的市镇，面积13.83平方千米，2023年12月31日人口为5,948人。